# París-Roubaix 1998
La París-Roubaix 1998 fou la 96a edició de la París-Roubaix. La cursa es disputà el 12 d'abril de 1998 i fou guanyada per l'italià Franco Ballerini, que s'imposà en solitari en la meta de Roubaix. Els seus companys d'equip Andrea Tafi i Wilfried Peeters foren segon i tercer respectivament, arribant a més de 4 minuts.

## Classificació final
|    | Ciclista                 | Equip            | Temps      |
| -- | ------------------------ | ---------------- | ---------- |
| 1  | Franco Ballerini (ITA)   | Mapei-Bricobi    | 6h 57' 49" |
| 2  | Andrea Tafi (ITA)        | Mapei-Bricobi    | + 4' 16"   |
| 3  | Wilfried Peeters (BEL)   | Mapei-Bricobi    | + 4' 19"   |
| 4  | Léon van Bon (NED)       | Rabobank ProTeam | + 4' 49"   |
| 5  | Frédéric Moncassin (FRA) | Gan              | m. t.      |
| 6  | Rolf Sørensen (DEN)      | Rabobank ProTeam | + 4' 50"   |
| 7  | Magnus Bäckstedt (SWE)   | Gan              | + 4' 52"   |
| 8  | Bart Leysen (BEL)        | Mapei-Bricobi    | + 6' 34"   |
| 9  | Gianluca Bortolami (ITA) | Festina          | m. t.      |
| 10 | Henk Vogels (AUS)        | Gan              | m. t.      |